# D'Isernia
La famiglia d'Isernia (e Corvo), secondo alcune fonti che si basano sulla prefazione alle "Consuetudines Neapolitanæ" di Camillo Salerno, ebbe origine dalla famiglia de Rampinis d'Isernia. Nel XVII secolo, lo storico e genealogista Carlo De Lellis aggrega la famiglia di Andrea d'Isernia a quella Corvo, attribuendogli lo stesso stemma e cimiero. Successivamente, nel 1886, Luigi Palumbo pubblicò un testo dal titolo "Andrea d'Isernia: studio storico-giuridico" senza dare informazioni certe riguardo alla data di nascita della medesima famiglia di Andrea d'Isernia. Sempre nel 1886, venne pubblicato un "Dizionario storico-blasonico delle famiglie nobili e notabili italiane estinte e fiorenti (Volume 1)" di Giovanni Battista Di Crollalanza, dove la famiglia D'Isernia e Corvo vengono riconfermate come stessa famiglia di Napoli, così come scriveva anche il genealogista Carlo De Lellis.

## Origini del cognome
Il cognome D'Isernia pare indichi l'origine del casato nella regione del Sannio (zona appenninica tra Molise, Campania orientale, Abruzzo del sud). Sembra che non risulti una data precisa per la nascita della famiglia D'Isernia, così apparentemente il capostipite sembrerebbe il famoso giurista Andrea d'Isernia che, secondo le informazioni riportate anche nei "Discorsi delle famiglie nobili del Regno di Napoli del signor Carlo De Lellis, Parte Terza (Napoli 1671)", ribadendo quanto scritto da Camillo Salerno nella prefazione alle Consuetudini di Napoli si sarebbe originato dalla famiglia de Rampinis d'Isernia.
«Fù Andrea qual egli era anche nobilmente ammogliato con Burlesca di Roccafoglia, con la quale frà gli altri procreò Roberto, che si cognominò ancor egli d’Isernia, lasciato l’antico cognome de Rampinis, divenendo così per l’avenire, per l’eccellenza d’Andrea proprio cognome della Famiglia, quello, ch’in esso Andrea né dinotava la sua Patria; & e anche fu sua figliola Giovanna, detta anch’ella Isernia, maritata à Pietro di Cornai di nobilissima famiglia Signor della Baronia di Foroli in Apruzzo, figlio di Roberto, e di Baccia di Sagro, dalli quali Pietro, e Giouana nacque quella Maria, che maritata ad Andrea Carafa, portò in questa famiglia la Baronia di Forli, che fino a’ giorni nostri si è mantenuta in essa.»
Citazione tratta da: "Discorsi delle famiglie nobili del Regno di Napoli del signor Carlo De Lellis", Parte Terza, pagina 117, Napoli 1671. Va notato che questa citazione si basa sui racconti di Gio:Vinc. Ciarlante memor.historiche del Sanio lib. 4.c.24.f.278., così come riportato sulle note laterali del testo di C. De Lellis.
Nelle "Memorie Historiche del Sannio, libro quarto" di Giovanni Vincenzo Ciarlanti ci dice che Andrea si chiamava d'Isernia, perché era usanza dei famosissimi Legislatori del tempo cognominarsi col nome della patria di origine. Poi Ciarlanti ci raccomanda di non confondere Andrea d'Isernia con Andrea Rampino (Rampinis nella versione latina), perché Andrea Rampino era il Maestro Razionale e Consigliere di Re Ludovico (cioè Luigi d'Angiò o Luigi di Taranto) e della Regina Giovanna I secondo il registro del 1352 (ossia quando il famoso Andrea d'Isernia era già morto nel 1316).
«Vacando la Chiesa d'Isernia per morte di Pietro, il Capitolo elesse per Vescovo Corrado Rampino Canonico di quella a tempo che Nicola figliuolo d'Andrea d'Isernia Arciprete prima dignità stava assente per ritrovarsi nella Corte Romana. Et havendo Corrado acettata l'elezione, e confermata dall'Arciuescovo di Capua come Metropolitano, s'ingerì all'amministrazione di essa Chiesa. Il che inteso l'Arciprete Nicola ne prese disgusto si grande che m'applicò alla Sede Apostolica come non legitimamente fatta. Per lo che fu costretto Corrado a conferirsi di persona appo di quella e mentre attendeva per l'espeditione dopo essersi proceduto ad alcuni atti, il povero Eletto vi venne a morte. La onde il Papa vi mando per Vescovo fra Arrigo dell Ordine de Minori, e ne li spedì Bolla a 2 di Luglio 1330. in Avignone addotta dal Vadingo. Eran' costoro di due famiglie più potenti che fossero in Isernia per ricchezze e Baronie di più Castelli, e Feudi, e per uffici Regi, e perciò tra loro haveano qualche gara; sebene la famiglia d'Isernia di cui era Andrea Evangelista de feudi, che co'l nome della patria si cognominò ad usanza de gli altri famosissimi Leggisti, di gran lunga avanzò quella di Rampino per la sua eminente scienza, e singolar dottrina. Vanno alcuni confondendo ch'egli fosse di famiglia Rampino, per trovarsi Andrea di Rampino che parimente era Maestro Rationale e del Re Lodovico e Regina Giovanna I. come nel Regist del 1352. giudicando che fosse questo ma non è in conto alcuno, per essere quello morto nel 1316. come appare per più scritture del Reg. Archivio, della patria, & anche per questa che a lungo si adducono nella vita di lui per pruova di ciò.»
Il francescano Angelus Clarenus (Angelo Clareno) contemporaneo di Andrea d'Insernia, nella "Historia septem tribulationum Ordinis minorum" parla di Andrea da Isernia chiamandolo «dominus Andreas de Sernio». Dove Sernio sembra significare Isernia (Sèrnia in dialetto isernino, Æsernia in latino o Aisernio in osco) oppure potrebbe essere l'appellativo in latino ecclesiastico o spagnolo antico "serñio" (col probabile significato di serio o severo, ossia qualcosa che riguarda un giuramento serio, come quello di un giurato o di appartenenza a un gruppo di signori o collegio giurato) che ha perso la tilda (segno diacronico usato in castigliano e portoghese, greco antico) nel passaggio da una lingua all'altra e che si trova in alcuni documenti antichi. Oppure, sempre in altri scritti successivi Andrea d'isernia era chiamato messere Andrea da Sergni, cosa che farebbe appunto pensare a ancora a una tilda persa nella trascrizione, oltre che alla lettera finale o. Non è un caso se l'albero genealogico della famiglia Corvo comincia con un membro chiamato Sernicola de Corvo (dove per qualche modifica o errore dovuto alle trascrizioni antiche, secondo le quali nomi e cognomi venivano scritti e trascritti per assonanza rispetto alla lingua o al dialetto parlato), proprio a metà del XIV secolo quando l'11 Ottobre 1353 Andrea d'Isernia il Giovane veniva ucciso da Corrado de Gottis Tedesco ed è plausibile che fosse proprio il padre di Nicola, ossia quel mercante che si stabilì a Sulmona: il cognome Sernio si tramutò in Sernicola (talvolta trascritto Seniola, con la perdita di alcune lettere e indicazioni), per una unione di Sernio con Nicola o con l'abbreviazione del nome Nicola in Cola, forse dovuta a un errore di pronuncia e sovrapposizione di Sernio, Sergni (scritto anche Serñi coi caratteri di stampa del passato o per un adattamento al castigliano/spagnolo che pure si parlava nel Regno di Napoli, come dimostra proprio la genealogia di Carlo de Lellis, ricca di neologismi della penisola iberica). La trasformazione del precedente cognome fu facilitata dal fatto che Ser è l'abbreviazione di Messer (Signore) e posto davanti al nome Nicola camuffava il precedente cognome Sernio (d'Isernia). Infatti, sappiamo che la famiglia Corvo di Sulmona si stabilì a Sulmona a metà del XIV secolo con un certo Sernicola de Corvo, dove il nome Sernicola può essere scomposto nel prefisso Serni-, con riferimento a Isernia, e nel suffisso -cola con significato ambivalente sia per Nicola che col significato «che abita» o con funzione aggettivale «che riguarda la coltura di qualcosa», secondo il modello di sostantivi latini come silvicŏla e agricŏla (composti col tema del verbo colĕre «abitare, coltivare»): Sernicola quindi avrebbe il significato ambivalente di «Messer Nicola de Corvo» (Ser Nicola de Corvo) che quello di «abitante di Isernia» (Serni-cola). La perdita della lettera o tra Serni-cola, potrebbe essere proprio il frutto dell'eufonia italiana, la quale prevede l'alternanza di suoni alternati tra vocali e consonanti, al contrario invece di cacofonia, ovvero il suono sgradevole che si genera dalla successione di due suoni identici. E proprio la cacofonia avrebbe portato alla contrazione di un nome troppo lungo quale per esempio Ser Nicola de Sernio de Corvo (o Corvis, Corvi, Corbo), l'eufonia avrebbe portato al risultato del nome contratto e sintetico, nonché enigmistico, di Sernicola de Corvo.
Infatti, il genealogista Carlo de Lellis e Giovanni di Crollalanza ci parlano di una famiglia d'Isernia che si chiama anche Corvo e viceversa. Nell'albero genealogico della famiglia Corvo si incontra il nipote del capostipite che si chiamava Pietro, di questo troviamo il nome intero in un altro libro (dove si parla della successione dei feudi) come Pietro Giovanni Sernicolai Corvo. Quindi a causa di una cacofonia nel pronunciare Ser Nicola Sernio de Corvo, oppure Ser Nicola de Serñio o Serñi (pronunciato Sergni) e altre varianti dovute appunto alle varie pronunce locali e alle svariate trascrizioni, l'indicazione della provenienza dal Sannio oltre che a essere diventata anacronistica si perse. Nel cognome Corvo però rimane comunque il legame col Sannio per tutti i lettori di Tito Livio che conoscono la leggendaria storia di Marco Valerio Corvo contenuta in ''Ab Urbe condita" libri VII, 26. Infatti il cognome d'Isernia, preso anche da alcuni discendenti del famoso giurista, non è detto che indichi necessariamente o soltanto il luogo di nascita tanto conteso tra vari autori (Salerno, Pinto), ma piuttosto quello di provenienza di tutta la famiglia e delle loro fortune ancestrali. Non sarebbe quindi un caso se Sernicola de Corvo (noto anche come Seniola), supposto come discendente di Andrea d'Isernia dal nome Nicola, si stabilì a Sulmona verso la metà del 1300, lungo la via degli Abruzzi che metteva in comunicazione le città di Firenze e Napoli, passando anche per Spoleto. Infatti, Sulmona diede i natali al poeta Publio Ovidio Nasone, che sappiamo essere amico di Marco Valerio Messalla Corvino e aderire all'omonimo circolo di letterati (e forse parente alla lontana, dato che Publio Valerio Publicola era il prozio del leggendario Marco Valerio Corvo e fratello di suo nonno): si tratterebbe di un ritorno a un luogo familiare. Mentre Spoleto, antica capitale Longobarda dell'omonimo ducato era anche un'altra dimora della famiglia Corvo, e ci suggerisce il motivo per il quale la stessa famiglia, anche detta d'Isernia, era esperta di Lex Longobarda. Quindi il cognome d'Isernia potrebbe indicare un luogo di avita memoria, cioè il Sannio, dove Marco Valerio Corvo avrebbe detto "Corvo Adjuvante Vici" (in italiano: ho vinto con l'aiuto del Corvo).

## Origini della famiglia
Bisogna ricordare che esistono notizie contrastanti riguardo al luogo di nascita del Grande Andrea d'Isernia che: secondo Camillo Salerno nella sua prefazione alle "Consuetudines Neapolitanæ" (del 1588) sarebbe nato ad Isernia dalla nobile famiglia de' Rampini (secondo delle lettere firmate e che a suo tempo erano conservate in un Monastero delle Monache a Isernia); mentre secondo quanto riportato dal Dottor Fabrizio Pinto nel libro "Salerno assediato da Francesi" (basato sul diario dell'assedio del 1648) Andrea sarebbe nato a Salerno.
«Si disse questo primiero Andrea d’Isernia della Patria, come era in costume de’ Letterati, e Giuriscosulti più famosi di quei tempi; e Camillo Salerno nella prefatione, che fè alle consuetudini di Napoli, volse, che questo Andrea fosse nato in Isernia della nobil famiglia de’ Rampini; e di ciò haverne ritrovato, e veduto molte scritture sottoscritte di propria mano di esso Andrea, nelle quali si cognominava de Rampinis, alcune delle quali se ne ritrovavano in un certo Monasterio di Monache in Isernia, e che un altro Instrumento haveva appresso di se Gio: Angelo Pisanello, quel così celebrato Dottore, & Avocato insigne de’ suoi tempi; e lo stesso Salerno riferisce, che l’arme della Famiglia de’ Rampinis, della quale era propriamente Andrea, erano un Compasso disteso, ne’ lati del quale, e di sopra, erano compartite tre rose, come egli stesso dice haverle vedute nella casa di esso Andrea, che ancor in piedi si conservava in Isernia, vicino alla Chiesa di S. Maria dell’Annuntiata; [...]»
Citazione tratta da: "Discorsi delle famiglie nobili del Regno di Napoli del signor Carlo De Lellis", Parte Terza, pagina 116, Napoli 1671. Va notato che questa citazione si basa sulla prefazione alle Consuetud. Di Napoli di Camillo Salerno, così come riportato sulle note laterali del testo di C. De Lellis.
Sempre secondo Camillo Salerno, esisteva una casa di Andrea d'Isernia, presso la Chiesa di Santa Maria Annunziata di Isernia, dove si poteva osservare l'arma o stemma della famiglia Rampinis era un compasso disteso ai lati del quale e di sopra erano compartite tre rose.

Sia la famiglia Corvo che Isernia, secondo Camillo Salerno, erano originate dalla famiglia Rampini. Inoltre de Lellis ci dà informazioni riguardo l'origine della famiglia Corvo di Napoli assimilandola sia a quella si Sulmona che a quella cognominata D'Isernia.
Con l'occasione della Famiglia d'Isernia, havendo trattato della famiglia Corbo, per l'opinione, che vi è, che sia questa, con quella dell'istesso sangue & ambedue dalla Famiglia de Rampinis originate; ...
Isernia e Corvo usavano lo stesso stemma, ossia un corvo nero in campo d'oro (talvolta d'argento), con piccole varianti a seconda dei luoghi (a volte c'è un giglio rosso in capo al corvo oppure un monte a tre cime, sia all'italiana che alla francese). Quello che è certo, è che sul portale di un palazzo nobiliare appartenuto ai Corvo di via Duomo a Napoli, di fronte al lato della Chiesa di San Francesco d'Assisi (su progetto dall'architetto Filippo Botta), si può ammirare un blasone simile a quello usato in Molise dalla famiglia, arricchito con tre gigli sotto una trangla o fascia ridotta su cui è posato il Corvo (probabile concessione alla famiglia per i servizi resi alla Corona D'Angiò e, secondo alcune fonti, per l'appartenenza di alcuni figli di Andrea da Isernia alla famiglia della Corte Reale): lo stemma risulta troncato da una trangla o fascia ridotta (incurvata a mo' di monte o colle) passante sulla partizione: nel primo al corvo sulla partizione, accompagnato in capo da tre stelle (6 punte); nel secondo a tre gigli ordinati. Quindi lo stemma risulta molto simile, eccetto per i tre scudetti scambiati con tre gigli, a quello della famiglia Cornacchia originaria di Soragna nel parmense. Si tratterebbe quindi di una delle Signorie cittadine più rilevanti in Italia sotto il nome di Meli Lupi di Soragna o più semplicemente Lupo, come appunto si faceva chiamare il marchese Luigi Lupo Meli Lupi (cognome che si accompagna in molti documenti di individui di cognome Corvo di Napoli, ossia la famiglia D'Isernia e Corvo). Secondo il genealogista secentesco Ippolito Calandrini, la famiglia discende da Sisulfo o Gisulfo, figlio del longobardo Lupo del Friuli, a sua volta discendente di San Lupo da Troyes. La casata dette numerosi esponenti politici e podestà a vari comuni dell'Italia settentrionale e centrale, fu esiliata da Parma e dal feudo di Soragna a causa delle annessioni dei Visconti duchi di Milano nel XIV secolo. I Lupi si rifugiarono, insieme con i Rossi di San Secondo, dei quali erano parentati, presso i da Camino signori di Padova e altri luoghi.
Così tra i discendenti del famoso giurista Andrea d'Isernia, alcuni rami della famiglia mantennero il cognome che faceva riferimento al Sannio con le sue varianti Isernia (d'), Sernia, Sernio, Sergni, mentre altri ripresero l'antico cognome già esistente dai tempi della Roma antica (Corvo è il cognome preso per l'avvenimento che Tito Livio narra tra le guerre del Sannio). Quindi andando avanti nel tempo alcuni discendenti usarono un cognome e altri l'altro. Così, come ricordano Carlo de Lellis e poi Crollalanza, le due famiglie erano dallo stesso sangue. Ma come raccomanda il Ciarlanti, il Grande Andrea d'Isernia detto il vecchio non è da confondere con Andrea d'Isernia della famiglia Rampini.

## Componenti noti del casato

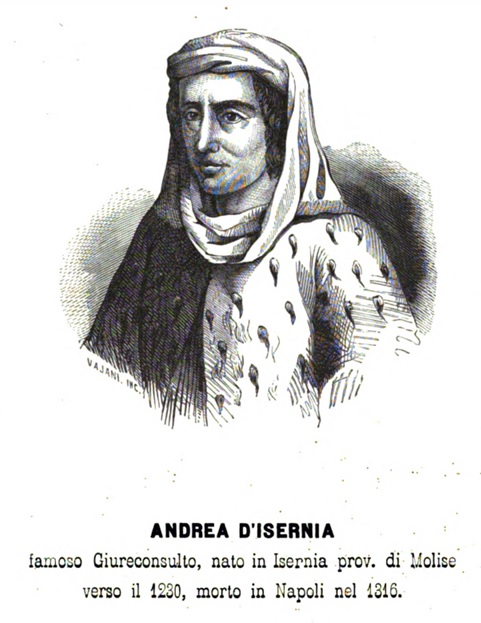
Andrea d'Isernia

- Grande Andrea d'Isernia[48], detto il vecchio (1230 circa – Napoli, 5 luglio 1316)[1][60], era padre di almeno sei figli maschi[61]. Fu Avvocato fiscale, Giudice della Vicaria, Regio Consigliere, Maestro Razionale della Reg. Camera, Giudice di tutte le cause Genovesi.[60]
- Finadella d'Isernia, sorella di Andrea d'Isernia il vecchio. Si maritò in Aversa.[62]

### Figli del Grande Andrea d'Isernia
- Roberto d'Isernia ( ? - 1315), figlio primogenito[61] del Grande Andrea d'Isernia[48] e di Burlesca di Roccafoglia[1] (detta anche Borlasca, Berlesca). Morì nei giorni successivi al 3 Agosto 1315, cioè dopo la battaglia di Montecatino (Toscana), in favore del comune di Fiorenza (Firenze) attaccato da Uguaccione Faggiuola e i suoi Gibellini (ghibellini).[1] Fu marito di Tomasa di Sangro[1] e di Giacoma di Ceccano (dopo la morte di Roberto d'Isernia si maritò con Fazio Bonifazio).[63] Giacoma da Ceccano mosse lite contro gli eredi di Roberto d'Isernia e Andrea d'Isernia in data 29 novembre 1318.[63]
- Filippo d'Isernia, probabile secondogenito di Andrea d'Isernia il vecchio secondo il Ciarlanti.[62] Fu famoso legislatore e professore della cattedra di Diritto Civile della Regia Università di Napoli; nel 1308 fu nominato Regio Consigliere da Re Roberto; diventò Avvocato del Regio Fisco nel 1320 e Avvocato dei Poveri nel 1321. Ebbe come ricompensa terre e feudi per i provvedimenti igienici ed annonari adottati nella città di Bojano dopo il terremoto del 1308.[64]
- Matteo d'Isernia, probabile terzogenito di Andrea d'Isernia il vecchio secondo il Ciarlanti.[62] Chiamato anche Fra Matteo, fu Cavaliere dell'Ordine dei Templari (di cui era precettore a Capua) come Priore nell'Orfine degli Ospedalensi (grado immediatamente successivo a quello di Gran Maestro).[64]
- Nicola d'Isernia, figlio di Andrea d'Isernia il vecchio. Era un Abate (secondo un diploma del 9 settembre 1328).[62] Nel 1330 risulta essere Arciprete (Abate) della Chiesa Cattedrale d'Isernia (dopo la morte del Vescovo Pietro, succedette Vescovo Corrado Rampino e Nicola andò a Roma).[20][64]
- Cicco d'Isernia, probabile quintogenito di Andrea d'Isernia il vecchio secondo il Ciarlanti.[62] Era familiare della Regia Corte e nel 1343 fu mandato come Ambasciatore presso il Papa.[64]
- Tommaso d'Isernia, figlio di Andrea d'Isernia il vecchio e appartenente alla famiglia reale di Re Roberto (dal 1318). Era feudatario in Terra di Lavoro.[62][64]
- Landolfo d'Isernia, figlio di Andrea d'Insernia il vecchio e marito di Adelina di Pietra Valda. Fu milite (il 20 luglio 1325 risultava già morto).[62] Fu Consigliere di Giovanna I e suo marito Luigi (o Ludovico); ebbe in dono il castello di Macchia (vicino Isernia).[64]
- Letizia, figlia di Andrea d'Isernia il vecchio. Fu moglie del milite Francesco di Montagano, al quale portò in dote 200 once, il castello e il casale di Pescolanciano nel contado di Molise.[62]
- Giovanna, figlia di Andrea d'Isernia il vecchio. Fu moglie di Pietro Cornai (o Roberto Cornay) Signore di Fuoroli, cioè Fòrli del Sannio (oppure Foruli[65] Forolo[66] e Foroli).[20][62]

### Nipoti e successivi discendenti del Grande Andrea d'Isernia
- Andrea d'Isernia di Roberto o anche il giovane ( ? - Napoli, 11 Ottobre 1353), figlio di Roberto d'Isernia e Tomasa di Sangro (figlia di Odorisio di Sangro e Beatrice d'Aquino). Fu Regio Consigliere e Luogotenente della Camera; venne ucciso dal tedesco Corrado de Gottis in data 11 Ottobre 1353.[1]
- Andrea d'Isernia di Landolfo, figlio di Landolfo d'Isernia.[62]

#### Probabili parenti del Grande Andrea d'Isernia
- Nicola d'Isernia (primogenito di un Andrea d'Isernia[67] oppure Alferio d’Isernia[68]), succedette al dominio dei castelli e feudi del padre (come da registri del 1333, 1343) e fu anche ornato di uffici pubblici.[20][64][69]
- Ruggieri d'Isernia o Ruggero (figlio di un Andrea d'Isernia[67] oppure Alferio d’Isernia[68]), marito di Maria di Cornai (sorella di Pietro di Cornai, quest'ultimo sposato con Giovanna d'Isernia).[20][64][69]
- Bernardo d'Isernia (figlio di un Andrea d'Isernia[67] oppure Alferio d’Isernia[68]), consigliere della regina Giovanna I (e suo familiare). Fu mandato in Sicilia come Ambasciatore in compagnia di Landolfo Caracciolo Arcivescovo di Amalfi e Alessandro Brancaccio (pace del 1347).[20][64][69]
- Catarina d'Isernia (probabile figlia di Ruggeri d'Isernia), sorella di Bella d'Isernia e moglie di Guglielmo di Roccafoglia (barone di Rocca, anno 1391).[20][69]
- Bella d'Isernia (probabile figlia di Ruggeri d'Isernia), sorella di Caterina d'Isernia e moglie di Giovanni Roccafoglia (barone di Rocca, anno 1391).[20][69]
- Antonio d'Isernia, risulta Giudice della Gran Corte nel 1436.[1]

## Feudi noti del casato
Il casato D'Isernia e Corvo, secondo Carlo De Lellis e Giovanni Di Crollalanza, erano due famiglie dello stesso sangue: significa che tra alcuni discendenti di Andrea d'Isernia il Vecchio alcuni mantennero il cognome D'Isernia e altri ripresero l'antico cognome antico romano Corvo. La discendenza comune dalla famiglia De Rampinis è stata messa in discussione, ma niente toglie che i vari rami possano discendere da questa famiglia Rampini d'Isernia anche soltanto per via femminile (Rampini potrebbe essere il cognome della madre di Andrea d'Isernia, preso in quanto famiglia potente della città d'Isernia come testimoniato dallo stemma sulla Fontana Fraterna d'Isernia, in alto sul lato destro dell'osservatore). Infatti, Vincenzo Ciarlanti ci ha precisato che nella cattedrale d'Isernia le due famiglie, una dell'arciprete Nicola d'Isernia (figlio del Grande Andrea d'Isernia) e l'altra di Corrado Rampino, si contesero un ruolo. Quindi i feudi sotto il cognome D'Isernia e Corvo risulteranno diversi, perché i rami discendenti da Andrea d'Isernia il vecchio strada facendo presero cognomi diversi, ma in qualche fortuito caso si potrebbe trovare un feudo assegnato a uno stesso feudatario con stesso nome, ma con cognome diverso (D'Isernia oppure Corvo, Corvi, De Corvis, Corbo e tutte le varianti) contemporaneamente sia ai D'Isernia che ai Corvo (quindi non si tratterebbe di co-feudatari, ma di una coincidenza dovuta a un cambio o riappriopriazione dell'antico cognome). Potrebbe essere il caso di Nicola d'Isernia, primogenito di un Andrea d'Isernia o Alferio d'Isernia (e principale presunto capostipite della famiglia Corvo di Sulmona), che succedette al dominio dei castelli e feudi del padre (come da registri del 1333, 1343) e fu anche ornato di uffici pubblici.
Alcuni dei feudi noti del casato D'Isernia sono stati i seguenti: Agnone (1324 - ?), Castellino del Biferno, Castello di Croce, Castelpetroso, Castelpizzuto, Castiglione, Civitanova del Sannio, Fòrli del Sannio, Frosolone, Longano, Macchia d'Isernia, Miranda, Montaquila, Morrone nel Sannio, Pescolanciano, Pizzone (1295), Sessano (1295 - 1320 ca.).

### Agnone
Il 1139 fu per Agnone l’anno cruciale in cui i Conti Borrello di Pietrabbondante, capitani di ventura di Venezia, portarono molti soldati e artigiani della Serenissima di Venezia a colonizzare il posto. Da queste persone nacque quello che è chiamato quartiere della Ripa o “borgo veneziano”. Forse grazie a questa origine Agnone non fu una vera e propria soggezione feudale. Nel 1404 Re Ladislao di Durazzo (ramo collaterale degli Angioini) la nominò ufficialmente “Città Regia”. Comunque dopo essere stato per lungo tempo dominio dei Borrello, alla fine dell’epoca sveva appartenne ai Carbonara fino ad epoca angioina quando passò a un certo Annibaldi, e successivamente ai da Ponte, ai d’Isernia (1324 - ?), ai Sabràn, agli Arcuccia e ai Carafa. Nel periodo durazzesco appartenne ai di Sangro e con gli Spagnoli, nel 1507, passò ad Andrea di Capua e dopo a Prospero Colonna. Furono feudatari di Agnone anche i Gonzaga di Sabbioneta, i d’Aquino di Napoli ed i Caracciolo che lo tennero dalla metà del XVII secolo fino alla fine del secolo successivo.

### Castellino del Biferno
All'inizio della dominazione angioina apparteneva a Enrico de Cusenza (signore anche di Morrone) e nel 1295 fu concesso ad Andrea d'Isernia. Più precisamente, con diploma 13 ottobre 1295, Castellino fu concesso al famoso giurista Andrea d'Isernia seniore (o il vecchio) e il suo successore fu il nipote Andrea d'Isernia il Giovane figlio di Roberto (primogenito del Grande Andrea d'Isernia).

### Castello di Croce
Nel 1297 Andrea D’Isernia cedette il Castello di Croce ai De Guissa in cambio del completo possesso del feudo di Miranda.

### Castelpetroso
G.B. Masciotta annota che il re Carlo I d'Angiò diede in feudo Castelpetroso a Giovanni D'Angelo (o Giovanni d’Alneto), Vice Giustiziere del regno. Successivamente Carlo II d'Angiò (morto nel 1309) lo assegnò al famoso giurista Andrea D'Isernia (morto nel 1316).
Altre fonti ci precisano che la famiglia D’Alferio, discendenti di Alferio d’Isernia, comprarono il feudo di Castelpetroso nel 1319 da Burlesca Roccafoglia (la moglie di Andrea d'Isernia il vecchio), detenendolo fino alla metà del XV secolo. Più specificatamente, il Capecelatro nota che Carlo I d’Angiò abbia concesso il feudo a Giovanni d’Alneto (o Giovanni D'Angelo), Vice Giustiziere del Regno e il Camera riporta che successivamente Carlo II d’Angiò lo abbia assegnato a Giovanni Scotto. Quindi, è dopo che Castelpetroso passò ad Andrea d’Isernia la cui vedova Burlesca Roccafoglia lo vendette nel 1319 ad Alferio d’Isernia. Il Masciotta ricostruisce la serie di feudatari dei quali è attestato il possesso di Castelpetroso. Alferio d’Isernia ebbe tre figli, che si chiamavano proprio Nicola, Ruggiero e Bernardo. Il primo, cioè Nicola, successe al padre nel feudo di Castelpetroso, ma non si conosce la durata del possesso da parte della sua famiglia.
L'ultima famiglia feudale di Castelpetroso è stata quella dei "De Rossi" anche detti "Rubens" o "De Rubens" fin dal periodo longobardo. L'unica testimonianza del passaggio dei De Rossi è lo stemma scolpito, con un leone rampante, sul portale del castello, che fu abbandonato perché la famiglia marchesale si ritirò a Napoli. Riguardo a questa famiglia De Rossi, entrando nel Duomo di Caserta, c'è il sepolcro del Vescovo Nicola De Rossi, Marchese di Castelpetroso.

### Castelpizzuto
Castelpizzuto sembra essere fondata dagli Angioini nel 1269 circa, come piccola roccaforte mirante i monti del Matese. Nel 1269 re Carlo I d'Angiò donò il feudo a Tommaso d'Evoli. Alla fine del 1200 il possedimento fu diviso in tre parti, assegnate a Gualtiero da Ponte, Nicola Roccafoglia e Alferio d'Isernia. Il da Ponte morì senza eredi e così nel 1312, il suo terzo tornò al regio demanio, che venne poi venduto ad Alferio d’Isernia. Quest'ultimo nel 1316 finì di comprare per intero il feudo e divenne “Signore di Pizzuti”. Quindi la famiglia di Alfiero d'Isernia possedette probabilmente il feudo per tutti il 1300. Passo poi ai Gaetani, i Pandone e i Capece Galeota e fu anche dei D'Agostino.
Più precisamente, nel 1312 Alferio d’Isernia acquistò la parte di Gualtiero da Ponte, e nel 1316 acquistò anche la quota di Nicola Roccafoglia, divenendo signore dell’intero feudo. Nel 1333 alla morte di Alferio successe il figlio Nicola D’Isernia (il presunto capostipite della famiglia Corvo di Sulmona, che secondo alcune fonti è figlio di un Andrea d'Isernia). Questa famiglia tenne il feudo fino alla metà del XV secolo, quando nel 1456 passo ai Gaetani e più precisamente a Giacomo Gaetani.

### Castiglione (oggi Castiglione a Casauria, Valle del fiume Pescara)
Conosciuta anticamente come Castrum ad Piscarium, poi coi nomi di Castiglione della Pescara o Castiglione alla Pescara, Castello alla Pescara, Castiglione del Conte e Castiglione a Casuaria. Risulta essere stato feudo della famiglia D'Isernia, nonché sotto il controllo della famiglia Corvo o Corvi per matrimonio del 1685 tra Annibale III de Corvi e Maddalena de Petris, figlia del barone di Castiglione della Pescara.

### Civitanova del Sannio
Il feudo di Civitanova passò Dal Rodoico a Burlesca Roccafoglia (vedova di Andrea d’Isernia il vecchio, morto nel 1316); alcuni autori affermano che Civitanova fu assegnata a lei in dotario al tempo del suo matrimonio con Andrea. Poi nel 1321 il feudo passo al figlio di Burlesca di Roccafoglia, Landolfo d'Isernia (morto nel 1325). Nel 1330 i titolari di Civitanova furono gli eredi di Landolfo d’Isernia per tre quarti, e per un quarto Angelo Santangelo, ciambellano e consigliere di re Roberto d’Angiò. Poi Giovanni d'Evoli signore di Castropignano tra 1354 e 1360 unificò a proprio beneficio il feudo, con assenso della regina Giovanna I. La casa d'Evoli fu feudataria di Civitanova sino al 1443 (oltre tre quarti di secolo).

### Fòrli del Sannio
Anticamente era detta Foruli Forolo e Foroli. Fu feudo della famiglia Borrello e poi della famiglia napoletana dei Carafa: primo Duca di Fòrli fu Andrea Carafa nel 1352 che lo ricevette come dote sposando la nipote dell'eminente giurista Andrea D'Isernia. L’ultima dei de Cornay (Cornai) in questo feudo fu Maria, cioè la sposa di Andrea Carafa, che trasmise il possesso alla famiglia del marito. La famiglia Carafa ha governato il Feudo di Fòrli fino alla fine della feudalità.

### Frosolone
Alcuni resti di mura osche in contrada Civitella suggeriscono che Frosolone era antica e abitata dalle popolazioni sannitiche. Il Vincenzo Ciarlanti sosteneva che si trattasse di “Fulsulæ” menzionata da Tito Livio, mentre Emanuele Coccia ritiene che Frosolone sia “Fresilia” conquistata da Marco Valerio Massimo nell’anno 304 a.C. e quindi sarebbe appartenuta in ai tempi dei romani ai Corvo della gens valeria. Altri optano che sia stata fondata da monaci benedettini provenienti da Frosinone. In epoca longobarda Frosolone è menzionato in un diploma del 18 maggio 1064 con cui il Conte Bernardo d’Isernia, figlio di Landolfo, donava al Monastero di Montecasino il Convento di San Marco. Nel XII secolo feudatario di Frosolone è Rainaldo Borrello, signore di Agnone e di Pietrabbondante. Ai tempi di Carlo I d’Angiò Frosolone fu feudo di Andrea d’Isernia, che nel 1295 ne assegnò metà alla figlia Letizia per portarlo in dote al conte Francesco di Montagano. Dopo il 1350 l’altra metà del feudo andò a Giovanni d'Evoli di Castropignano. In seguito la casa di Montagano ebbe il feudo completamente fino a Francesco di Capua che lo vendette a Orazio Lunario nel 1523, e poi passo alla famiglia de Raho. I passaggi non finirono, tra questi passò nel 1660 a Giuseppe Crafa d’Aragona e poi al figlio Diomede e continuarono fino all'estinzione della feudalità.
Se Frosolone è la “Fresilia” conquistata da Marco Valerio Massimo nell’anno 304 a.C. con l'aiuto di un corvo sceso dal cielo, e la famiglia di Andrea d'Isernia era tra i discendenti e coloni rimasti sul territorio da quei tempi antichi, allora capiamo perché si fosse cognominata D'Isernia.

### Longano
Nel 1330, Andrea d'Isernia il Giovane (figlio di Roberto primogenito d'Andrea) scambiò il feudo di Morrone col feudo di Longano (Isernia) dopo una trattativa con la moglie di Filippo di Luparia, Francesca Capuano.

### Macchia d'Isernia
Secondo alcune fonti, il castello di Macchia fu donato a Landolfo d'Isernia (che risultava già morto il 20 luglio 1325) e fu marito di Adelina di Pietra Valda.
Altre fonti ci dicono che nel 1343 Roberto d'Angiò assegnò Macchia ad Andrea D'Isernia, figlio di Landolfo ultimogenito del Grande Andrea d'Isernia il vecchio. Successivamente, alla morte di Andrea d'Isernia (figlio di Landolfo) il paese passò alla famiglia Sabran di Agnone. Secondo altri autori Roberto d’Angiò nel 1343 assegnò Macchia alla propria consorte Sancia la quale ne fu titolare fino al 1345, anno della sua morte. Poi, nel 1348, la regina Giovanna I assegnò il feudo ad Andrea d’Isernia, figlio di Landolfo.

### Miranda
Nella seconda metà del 1200 il feudo di Miranda venne concesso da Carlo d'Angiò per metà a Giovanni De Guissa e metà ad Andrea D’Isernia. Nel 1297 Andrea D’Isernia cedette il Castello di Croce al De Guissa in cambio del completo possesso di Miranda. Dopo la morte di Andrea D’Isernia il Vecchio (nel 1316), il figlio Tommaso d'Isernia, prese il possesso del feudo. Nel 1445, alla dinastia dei D’Isernia successero i Di Somma con a capo Nicola Di Somma.

### Montaquila
Montaquila ebbe uno sviluppo consistente in epoca angioina per la necessità di dare sicurezza all’alta valle del Volturno. Il 26 maggio 1305 Andrea d’Isernia, titolare di un sesto del feudo di Montaquila, acquistò gli altri cinque sesti da Giovanni Caracciolo e fratelli e da Ugo di Roccafoglia e fratelli.
Il figlio Landolfo d'Isernia, ultimogenito di Andrea d'iIsernia il vecchio, ne fu titolare dal 1316 al 1325, anno in cui mori. I discendenti di Landolfo, secondo G.B. Masciotta, per distinguersi dal ramo diretto e da quelli collaterali a metà del XIV secolo avrebbero assunto il cognome Montaquila. Il feudo di Montaquila passo dai d’Isernia ai Montaquila, che appunto potrebbero essere i discendenti di Landolfo d'Isernia. Col cognome di Montequila vi furono: Goffredo, Troiano e Gaspare (ultimo della dinastia Montequila). Montaquila, prima del 1523, fu messa all’asta e aggiudicata da Cesare Carlino.

### Morrone nel Sannio
Nel 1273 Morrone venne concessa in feudo a Roberto di Cusenza, al quale successe il figlio Errico o Enrico. Quest'ultimo nel 1309, alienò il feudo insieme a quello di Castiglione a Andrea d’Isernia il vecchio. La compravendita ebbe l’approvazione Reale in data 26 maggio 1309. Così il feudo di Morrone appartenne alla famiglia D'Isernia fino al 1330, quando Andrea d'Isernia il Giovane (figlio di Roberto primogenito d'Andrea) contrattò per uno scambio col feudo di Longano (Isernia) dopo una trattativa con la moglie di Filippo di Luparia (detto Marchisio), Francesca Capuano.

### Pescolanciano
Nel 1274 Pescolanciano è feudo di Tommaso Carafa, il quale diede in donazione i frutti di questa terra al Monastero di San Gregorio Armeno a Napoli. Dai Carafa la signoria passò ad Andrea d’Isernia, che lo diede in dote alla figlia Letizia in occasione delle nozze con Francesco Montagano. Dopo la metà del XIV secolo tornò la famiglia Carafa fino alla metà del XVI secolo.
Secondo altri autori i diritti sul feudo passarono dai d'Evoli di Castropignano (o d'Eboli), alla famiglia di Andrea d’Isernia, ai Carafa, agli Spinelli di Venafro e di nuovo i d'Evoli fino alla fine del XVI secolo.

### Pizzone
Ai tempi degli Angioini Pizzone fu sottratta alla giurisdizione della Badia e con decreto del 13 ottobre 1295 Carlo II d’Angiò assegnò Pizzone ad Andrea d’Isernia, morto nel 1316. Pizzone, nei Regesti angioini del 1320 è detto “Piczotum”. Nel 1320 Pizzone fu aggregato all'Abruzzo Citra. Forse risale a questa epoca la costruzione della chiesa dedicata a San Nicola e dell'abitato di Pizzone.
Nel 1343 decede Filippo Stendardo senza eredi, e così Pizzone per volontà della Regina Giovanna I, con diploma del 15 ottobre, venne assegnata alla regina madre Sancia, vedova di Roberto d’Angiò.

### Sessano
Nel periodo angioino appartenne a Isnardo Giso, che ne fu spogliato da Carlo I d'Angiò nel 1279; nel 1295 lo stesso sovrano la concesse alla famiglia di Andrea d'Isernia che lo cedette nel XV secolo alla famiglia Castagna o ad un certo Giacomo di Sessano.